# Eve Ensler
Eve Ensler (New York, 25 mei 1953) is een Amerikaanse toneelschrijver, feminist en activist die tegenwoordig door het leven gaat onder met mononiem V.  Ensler is het meest bekend vanwege haar toneelstuk De Vagina Monologen. In 2011 kreeg Ensler op de 65e Tony Award show de Isabelle Stevenson Award uitgereikt, een prijs voor iemand uit de theaterwereld die een bijdrage heeft geleverd aan humanitaire en liefdadigheidsinstellingen.

## Biografie
Ensler werd geboren in New York als de tweede van drie kinderen van Arthur Ensler en Chris Ensler. Ensler groeide op in Scarsdale. Haar vader was Joods en haar moeder christelijk: Ensler groeide op in een overwegend Joodse gemeenschap. Zelf beschouwt Ensler zichzelf een Nichiren-boeddhist; zo heeft ze diverse keren aangegeven dat ze veelvuldig Nam Myo-Ho RenGe Kyo reciteert en aan yoga doet.
Ensler zegt dat ze van vijf- tot tienjarige leeftijd seksueel en fysiek mishandeld is door haar vader.
Ensler ging naar school op het Middlebury College in Vermont waar ze bekendstond als een militante feminist. Na haar eindexamens in 1975 raakte ze verslaafd aan alcohol en drugs. In 1978 trouwde ze met Richard Dylan McDermott die haar overtuigde af te kicken. Toen Ensler 23 was adopteerde ze Mark Anthony McDermott, de toen 16-jarige (stief)zoon – een leeftijdsverschil van niet meer dan negen jaar – van haar echtgenoot uit zijn eerste huwelijk. Ensler en McDermott gingen in 1988 uit elkaar. Haar (stief)zoon Mark Anthony zou later zijn voornaam veranderen in 'Dylan' als eerbetoon aan zijn stiefmoeder Eve Ensler: zij was zwanger van een jongetje dat ze Dylan wilde noemen, maar kreeg een miskraam.
In juni 2010 vertelde Ensler in een artikel in The Guardian dat ze behandeld werd voor baarmoederkanker. Later beschreef Ensler haar ervaringen met kanker in haar memoires In The Body of The World.

## De Vagina Monologen
In 1996 schreef Ensler De Vagina Monologen. Dit toneelstuk werd de eerste keer opgevoerd in de kelder van het Cornelia Street Café in Greenwich Village (New York). Inmiddels is het stuk vertaald in 48 talen en is het in meer dan 140 landen opgevoerd. Internationale sterren die een rol hebben gespeeld in De Vagina Monologen zijn onder andere Jane Fonda, Whoopi Goldberg, Idina Menzel, Glenn Close, Susan Sarandon, Cyndi Lauper, Sandra Oh en Oprah Winfrey. In Nederland speelden o.a. Marjan Berk (schrijfster), Noraly Beyer (nieuwslezer), Nelli Cooman (sportvrouw), Andrée van Es (politicus), Hanneke Groenteman (presentatrice), Loes Luca (actrice-comédienne), Marga van Praag (nieuwslezer/journalist), Frédérique Spigt (zangeres) en Paula Udondek een rol in de Nederlandse uitvoering van De Vagina Monologen. In 1996 kreeg Ensler voor De Vagina Monologen de Obie Award voor 'Beste nieuw toneelstuk'.

## Theater en boeken
In april 2013 verschenen Enslers memoires In the Body of the World.
Ensler is betrokken geweest bij de productie en ontwikkeling van verschillende films, zoals V-Day's Until The Violence Stops en de PBS documentaire What I Want My Words To Do To You. Daarnaast verscheen ze in diverse tv-programma's op o.a. CNN, Democracy Now, TODAY, Real Time with Bill Maher en Russell Simmons Presents Def Poetry.
Van oktober 2005 tot april 2006 toerde Ensler in twintig Noord-Amerikaanse steden rond met haar stuk The Good Body. In dit toneelstuk vraagt Ensler zich af waarom vrouwen afkomstig uit verschillende culturen en met verschillende achtergronden zoveel druk ervaren om te veranderen hoe ze eruitzien om in de ogen van de samenleving geaccepteerd te worden.
Enslers toneelstuk, The Treatment, werd in september 2006 voor het eerst opgevoerd in New York met o.a. haar geadopteerde zoon Dylan McDermott. Dit stuk gaat over de morele en psychologische trauma's die het gevolg kunnen zijn van de deelname aan militaire conflicten. 
In 2006 publiceerde Ensler haar eerste geschreven werk, Insecure at Last: Losing It In Our Security-Obsessed World. In Insecure at Last beschrijft ze hoe mensen heden ten dage leven, welke manieren ze aanwenden om een gevoel van veiligheid te ervaren en hoe mensen een gevoel van vrijheid kunnen ervaren wanneer ze dit bedrieglijke concept van "bescherming" loslaten. In 2006 was Ensler een van de mede-redacteuren van A Memory, A Monologue, A Rant, and A Prayer, een bundel verhalen over geweld tegen vrouwen.
Enslers boek I Am An Emotional Creature: The Secret Life of Girls Around The World is een collectie oorspronkelijke monologen over en voor meisjes dat als doel heeft meisjes zeggenschap te geven over hun gedachten, lijf en hart. Het boek kwam uit in februari 2010 en kwam op de The New York Times Best Seller list. Later werd ook een Off-Broadway theaterproductie van het boek gemaakt met de titel Emotional Creature; het stuk werd in 2012 voor het eerst opgevoerd.
Ensler was een adviseur over feminisme en vrouwgerelateerde zaken voor de actiefilm Mad Max: Fury Road.

## Activisme
Ensler is een prominente activist die regelmatig geweld tegen vrouwen en meisjes aankaart. In 1998 creëerde ze, naar aanleiding van haar ervaringen met de Vagina Monologen, V-Day een wereldwijde activistische beweging om geweld tegen vrouwen en meisjes te stoppen. V-Day zamelt geld in en creëert bewustwording door jaarlijkse benefietvoorstellingen van de Vagina Monologen.  In 2010 vondne meer dan 5,400 V-Day evenementen plaats in meer dan 1,500 locaties in de wereld. De V-Day beweging heeft zo meer dan honderd miljoen dollar opgehaald en miljoenen mensen bewust gemaakt van geweld tehgen vrouwen. Verder werden diverse onderwijs en media-campagnes en het Karama-programma in het Midden-Oosten opgezet, werden opvang- en blijf-van-mijn-lijfhuizen in landen als de Congo-Kinshasa, Haiti, Kenia, Egypte en Irak. Deze blijf-van-mijn-lijfhuizen verzorgen opvang voor vrouwen en beschermen hen tegen mishandeling, female genital mutilation en eerwraak. De 'V' in V-Day staat voor Victory (Nederlands: Overwinning), Valentijn en Vagina.
In februari 2004 protesteerde Ensler samen met Sally Field, Jane Fonda en Christine Lahti om de Mexicaanse regering te beweging het onderzoek naar de vrouwenmoorden in Ciudad Juárez (een stad bij de Texaans-Mexicaanse grens) te heropenen.
Ensler is een trouwe supporter  van de Revolutionary Association of the Women of Afghanistan (RAWA) en is naar Afghanistan onder Taliban heerschappij geweest. Ensler ondersteunt Afghaanse vrouwen en heeft diverse projecten voor hen georganiseerd. Zo organiseerde ze het evenement "Afghani Women's Summit For Democracy".
Sinds 1998 leidt Ensler een schrijfgroep in het Bedford Hills Correctional Facility for Women.
In 2011 openden V-Day en de Panzi Fondation (DRC) met hulp van UNICEF City of Joy, een nieuw buurthuis in Bukavu (Congo-Kinshasa) voor vrouwen die ernstig geweld hebben overleefd. City of Joy helpt zo'n 180 Kongolese vrouwen met groepstherapie, zelfverdedigingslessen, seksuele voorlichting (o.a. over HIV/AIDS en geboorteplanning), storytelling, dans, toneelspel en ecologie. De Kongolese vrouwen leiden zelf alle activiteiten in het buurthuis. In 2012 rondde de eerste groep vrouwen hun opleiding af in The City of Joy.
In 2012, tegelijk met de V-Day beweging, zette Ensler ook One Billion Rising op, een wereldwijde protestcampagne om een eind te maken aan geweld, rechtvaardigheid en gendergelijkheid te promoten.  Op 14 februari 2013, het vijftiende jubileum van V-Day's, hielden mannen en vrouwen overal ter wereld dansevenementen om aandacht te vragen voor geweld tegen vrouwen en meisjes.
In 2016 was Ensler met onder andere Warren Buffett, John Legend en Elizabeth Warren een van de ondertekenaars van een brief aan Ban Ki-Moon waarin ze vroegen voor een menselijker drugsbeleid.
Zij was op 7 september 2018 een van de tientallen artiesten uit allerlei landen die haar handtekening zette onder een open brief in de Engelse krant The Guardian gericht aan de organisatoren van het Eurovisiesongfestival dat in 2019 in Israël gehouden zou gaan worden, de winnaar van 2018. In de brief vroeg men dringend het songfestival in een ander land te houden waar de mensenrechten beter geëerbiedigd worden: Zolang de Palestijnen geen vrijheid, gerechtigheid en gelijke rechten genieten, kan er geen sprake zijn van "business as usual" met een staat die hen hun basisrechten onthoudt, zo betoogden de initiatiefnemers.

## Eerbetoon en prijzen
Ensler heeft vele prijzen gewonnen voor haar toneelstukken en boeken alsmede voor haar humanitaire werk. Een selectie van de belangrijkste prijzen:
- Tony Award – In 2011, Ensler was awarded the Isabelle Stevenson Award at the 65th Tony Awards, which recognizes an individual from the theater community who has made a substantial contribution of volunteered time and effort on behalf of humanitarian, social service, or charitable organizations.[22]
- Obie Award voor De Vagina Monologen (1997)
- Guggenheim Fellowship Award (1999)[23]
- Berrilla-Kerr Award (2000)
- Elliot Norton Award (2001)
- Amnesty International Media Spotlight Award in de categorie Leadership (2002)
- The Matrix Award (2002)
- Lion of Judah door de United Jewish Communities (2002)
- [24][25]
- Sundance Film Festival's Freedom of Expression Award voor or What I Want my Words to do to You (2003)
- Eredoctoraat door het Middlebury College (2003)
- Prijs voor International Peace Efforts van Cardozo Law School (2004)
- Prijs van de stad New York ter ere van haar werk voor V-Day (2006)
- OK2BU-prijs als erkenning van haar bijdragen aan de lhbt-gemeenschap (2006)
- Ensler heeft verder prijzen gewonnen van organisaties als Planned Parenthood (2004, 2006), The Women's Prison Association (2004), Sahkti (2004) en verschillende lhbt-centra (2004, 2006) voor haar pogingen om geweld tegen vrouwen en meisjes te beëindigen.

## Selectie van Enslers werk

### Toneelstukken
- Conviction
- Lemonade
- The Depot
- Floating Rhoda and the Glue Man
- Extraordinary Measures
- De Vagina Monologen
- The Good Body
- Necessary Targets
- The Treatment
- Emotional Creature
- O.P.C.

### Boeken
- The Vagina Monologues
- In the Body of the World: A Memoir[26]
- I am an Emotional Creature: the Secret Life of Girls Around the World
- Insecure at Last: Losing it in our Security Obsessed World
- The Good Body
- Necessary Targets
- Vagina Warriors
- A Memory, a Monologue, a Rant, and a Prayer

### Films
- Until the Violence Stops (2004)
- What I Want my Words to do to You: Voices From Inside a Women's Maximum Security Prison (2003)
- The Vagina Monologues (2002)
- Fear No More: Stop Violence Against Women (2002) – interviewee